# A&O Shearman
A&O Shearman, ontstaan uit het samengaan van Allen & Overy en Shearman & Sterling is een internationaal advocatenkantoor dat zijn oorsprong kent in Londen.
Allen & Overy is opgericht op 1 januari 1930 in Londen door George Allen en Thomas Overy en is vandaag de dag een van de zogeheten 'Magic Circle firms'. Het kantoor heeft ruim 5000 werknemers en 28 vestigingen in Europa, Azië en de Verenigde Staten. Gemeten naar omzet was het kantoor in 2010 zevende in de wereld.
Shearman & Sterling werd opgericht in 1873 door Thomas Shearman en John William Sterling in New York. 

## Geschiedenis
Het van oorsprong Amsterdamse kantoor Loeff Claeys Verbeke werd in 1854 opgericht en ging zich steeds meer toeleggen op de commerciële praktijk, onder andere het adviseren van Nederlandse bedrijven, banken en particulieren op het gebied van ondernemingsrecht en bankrecht.
Door een fusie in 1990 van het Amsterdams-Rotterdamse Loeff & Van der Ploeg met het Belgische kantoor Braun Claeys Verbeke Sorel ontstond Loeff Claeys Verbeke. Deze fusie werd in 1994 gevolgd door een fusie met het Luxemburgse kantoor Zeyen Beghin Feider, waarmee een echt Benelux kantoor werd gecreëerd met kantoren in Amsterdam, Rotterdam, Brussel, Antwerpen en Luxemburg.
Tegelijkertijd werd contact gezocht met de Britse en Franse praktijk. Dit resulteerde in 1991 in een samenwerkingsverband met het Engelse Allen & Overy en het Franse Gide Loyrette Nouel. In 1999 ontstond een splitsing tussen de Belgische en Nederlandse kantoren nadat onenigheid was ontstaan over een fusie met het Britse Allen & Overy. Een deel van het Nederlandse kantoor zou zich aansluiten bij de Britten, in 2001 gevolgd door een afgeslankte Belgische organisatie.
Op 21 mei 2023 werd aangekondigd dat Allen & Overy akkoord ging met een fusie met concurrent Shearman & Sterling, waardoor een kantoor zou ontstaan met naar schatting meer dan 4.000 advocaten verspreid over 48 kantoren met een gecombineerde omzet van 3,4 miljard dollar. Kort na de fusie werd een herstructuring aangekondigd.

## Vestigingen
A&O Shearman heeft onder meer vestigingen in België en in Nederland.

### A&O Shearman in Nederland
A&O Shearman telt per 1 januari 2025 in Nederland 33 compagnons en ongeveer 175 juridische medewerkers. In 2000 ontstond het toenmalige Allen & Overy in Nederland toen een deel van Loeff Claeys Verbeke zich aansloot bij het Engelse kantoor. Daarmee waren zij het eerste Nederlandse kantoor dat fuseerde met een internationaal advocatenkantoor.